# Klaus Nöhles
Klaus Nöhles (Willich, 12 dicembre 1976) è un pilota motociclistico tedesco ritiratosi dall'attività agonistica.

## Carriera
Dopo aver ottenuto un punto nel 1997, nel 1998 è vice-campione Europeo della classe 125. Nei primi tre anni della sua partecipazione a Gran Premi del motomondiale ha corso nella classe 125 a bordo di una Honda, gareggiando nel Gran Premio motociclistico di Germania come wild card; nelle prime due partecipazioni non ha ottenuto punti mentre nel motomondiale 1999 si è classificato al 30º posto finale grazie ai piazzamenti ottenuti in Germania e Repubblica Ceca. Nello stesso anno si è aggiudicato anche il titolo europeo della stessa classe.
Nel 2000 e nel 2001 ha gareggiato nella classe 250 a bordo di un'Aprilia, nel secondo anno quale pilota ufficiale della casa, classificandosi rispettivamente al 12º e al 18º posto finale. Nel 2001 inoltre sale sul podio nella gara conclusiva a Cartagena del Campionato Europeo Velocità classe 125. Nel 2002 è tornato nella 125 con la Honda, concludendo 26º. Nel 2003 e nel 2004 ha corso alcuni Gran Premi, nuovamente nella classe 250 con l'Aprilia, concludendo 29º nel 2003. Al termine della carriera agonistica è restato nel mondo del motociclismo quale tecnico del fabbricante di pneumatici Bridgestone.

## Risultati nel motomondiale

### Classe 125
| 1997 | Classe | Moto  |  |  |  |  |  |  |  |  |    |  |  |  |  |  |  |  | Punti | Pos. |
| ---- | ------ | ----- |  |  |  |  |  |  |  |  | -- |  |  |  |  |  |  |  | ----- | ---- |
| 1997 | 125    | Honda |  |  |  |  |  |  |  |  | 16 |  |  |  |  |  |  |  | 0     |      |

| 1998 | Classe | Moto  |  |  |  |  |  |  |  |  |    |  |  |  |  |  |  |  | Punti | Pos. |
| ---- | ------ | ----- |  |  |  |  |  |  |  |  | -- |  |  |  |  |  |  |  | ----- | ---- |
| 1998 | 125    | Honda |  |  |  |  |  |  |  |  | 16 |  |  |  |  |  |  |  | 0     |      |

| 1999 | Classe | Moto  |  |  |  |  |  |  |  |  |    |    |  |  |  |  |  |  | Punti | Pos. |
| ---- | ------ | ----- |  |  |  |  |  |  |  |  | -- | -- |  |  |  |  |  |  | ----- | ---- |
| 1999 | 125    | Honda |  |  |  |  |  |  |  |  | 14 | 13 |  |  |  |  |  |  | 5     | 30º  |

| 2002 | Classe | Moto  |    |     |     |    |    |  |  |  |    |    |     |   |    |    |    |    | Punti | Pos. |
| ---- | ------ | ----- | -- | --- | --- | -- | -- |  |  |  | -- | -- | --- | - | -- | -- | -- | -- | ----- | ---- |
| 2002 | 125    | Honda | 12 | Rit | Rit | 14 | NP |  |  |  | 16 | 16 | Rit | 9 | 25 | 14 | 18 | 21 | 15    | 26º  |

| Legenda | 1º posto        | 2º posto            | 3º posto            | A punti      | Senza punti        | Grassetto – Pole position Corsivo – Giro più veloce |
| Legenda | Gara non valida | Non qual./Non part. | Ritirato/Non class. | Squalificato | '-' Dato non disp. | Grassetto – Pole position Corsivo – Giro più veloce |

### Classe 250
| 2000 | Classe | Moto    |    |     |    |   |    |     |    |    |    |   |   |   |     |    |     |    | Punti | Pos. |
| ---- | ------ | ------- | -- | --- | -- | - | -- | --- | -- | -- | -- | - | - | - | --- | -- | --- | -- | ----- | ---- |
| 2000 | 250    | Aprilia | 14 | Rit | 13 | 8 | 14 | Rit | 15 | 18 | 16 | 5 | 9 | 5 | Rit | 17 | Rit | NP | 45    | 12º  |

| 2001 | Classe | Moto    |    |    |    |    |    |    |    |    |     |    |    |    |  |  |  |  | Punti | Pos. |
| ---- | ------ | ------- | -- | -- | -- | -- | -- | -- | -- | -- | --- | -- | -- | -- |  |  |  |  | ----- | ---- |
| 2001 | 250    | Aprilia | 14 | 14 | 14 | 12 | 16 | 15 | 18 | 12 | Rit | 11 | 11 | NQ |  |  |  |  | 25    | 18º  |

| 2003 | Classe | Moto    |  |  |  |  |  |    |    |  |  |  |  |  |  |  |  |  | Punti | Pos. |
| ---- | ------ | ------- |  |  |  |  |  | -- | -- |  |  |  |  |  |  |  |  |  | ----- | ---- |
| 2003 | 250    | Aprilia |  |  |  |  |  | 12 | 15 |  |  |  |  |  |  |  |  |  | 5     | 29º  |

| 2004 | Classe | Moto  |  |  |  |  |  |    |    |    |    |     |    |     |    |    |  |  | Punti | Pos. |
| ---- | ------ | ----- |  |  |  |  |  | -- | -- | -- | -- | --- | -- | --- | -- | -- |  |  | ----- | ---- |
| 2004 | 250    | Honda |  |  |  |  |  | 21 | 16 | 21 | 18 | Rit | 23 | Rit | 19 | NQ |  |  | 0     |      |

| Legenda | 1º posto        | 2º posto            | 3º posto            | A punti      | Senza punti        | Grassetto – Pole position Corsivo – Giro più veloce |
| Legenda | Gara non valida | Non qual./Non part. | Ritirato/Non class. | Squalificato | '-' Dato non disp. | Grassetto – Pole position Corsivo – Giro più veloce |